# آود-آلبلاس
آود-آلبلاس (به هلندی: Oud-Alblas) یک منطقهٔ مسکونی در هلند است که در مولن‌وارد واقع شده‌است. آود-آلبلاس ۱۳٫۱ کیلومتر مربع مساحت و ۲٬۱۸۰ نفر جمعیت دارد.
واژه آلبلاس احتمالاً از واژه کلتی «آلب» به معنی سفید و پلاس به معنی آبگیر تشکیل شده است. آود به معنی قدیمی است.